# Martin O'Neill
Martin Hugh Michael O'Neill (OBE) (født 1. marts 1952 i Kilrea) er en tidligere nordirsk fodboldspiller og nuværende manager, der senest var ansat i Sunderland. Han spillede i sin aktive karriere for blandt andet Nottingham Forest, Manchester City og Norwich, ligesom han spillede 64 kampe for det nordirske landshold.
O'Neill har opnået stor succes som manager, efter han fik sit første job i 1987. Han stod i 90'erne i spidsen for Wycombe, Norwich og Leicester, inden han i år 2000 rykkede til skotske Celtic. Her var han tilknyttet de følgende fem sæsoner, og vandt med klubben adskillige mesterskaber, ligesom han i 2003 var med til at føre holdet frem til finalen i UEFA Cuppen.
Fra 2006 til 2010 var O'Neill manager for Aston Villa F.C., hvor han nåede både at kvalificere klubben til UEFA Cuppen/Europa League, samt nå finalen i Carling Cuppen i 2010. Det var også under O'Neills ledelse at danske Martin Laursen var klubbens anfører, ligesom han i 2008 ragede uklar med målmand Thomas Sørensen, der forlod klubben til fordel for Stoke. Den 9. august 2010 trak O'Neill sig tilbage som manager for klubben efter uenighed med klubbens ledelse om transferpolitikken.
I december 2011 blev O'Neill præsenteret som ny manager i Sunderland efter fyringen af Steve Bruce. Han holdt jobbet frem til slutningen af marts 2013, hvor han blev fyret.